# Verkündigungsfenster (Lamorlaye)

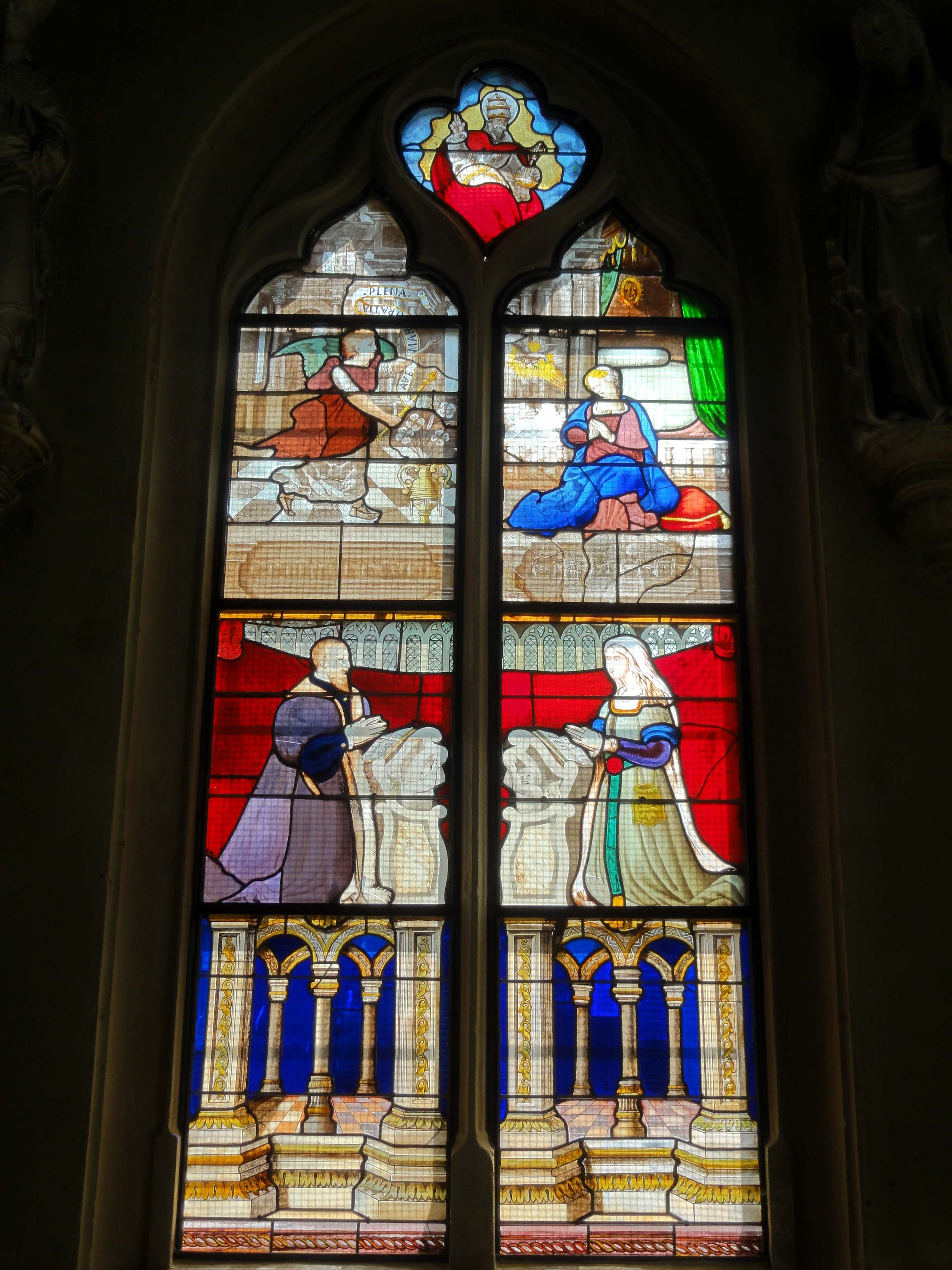
Verkündigungsfenster in Lamorlaye

Das Verkündigungsfenster in der katholischen Kirche St-Nicolas in Lamorlaye, einer französischen Gemeinde im Département Oise in der Region Hauts-de-France, wurde 1540 geschaffen. Das Bleiglasfenster wurde im Jahr 1912 als Monument historique in die Liste der denkmalgeschützten Objekte (Base Palissy) in Frankreich aufgenommen.
Das zentrale Fenster (Nr. 0) im Chor ist 1,20 Meter hoch und einen Meter breit, es stellt die Verkündigung des Herrn dar. Der Erzengel Gabriel nähert sich von links, die rechte Hand zum Segensgestus erhoben, der betenden Maria. Über ihr schwebt eine Taube, das Symbol des Heiligen Geistes. Unter der Szenen ist das Stifterehepaar dargestellt. Im Maßwerk ist Gottvater mit Tiara und Weltkugel zu sehen.